# ATI Technologies

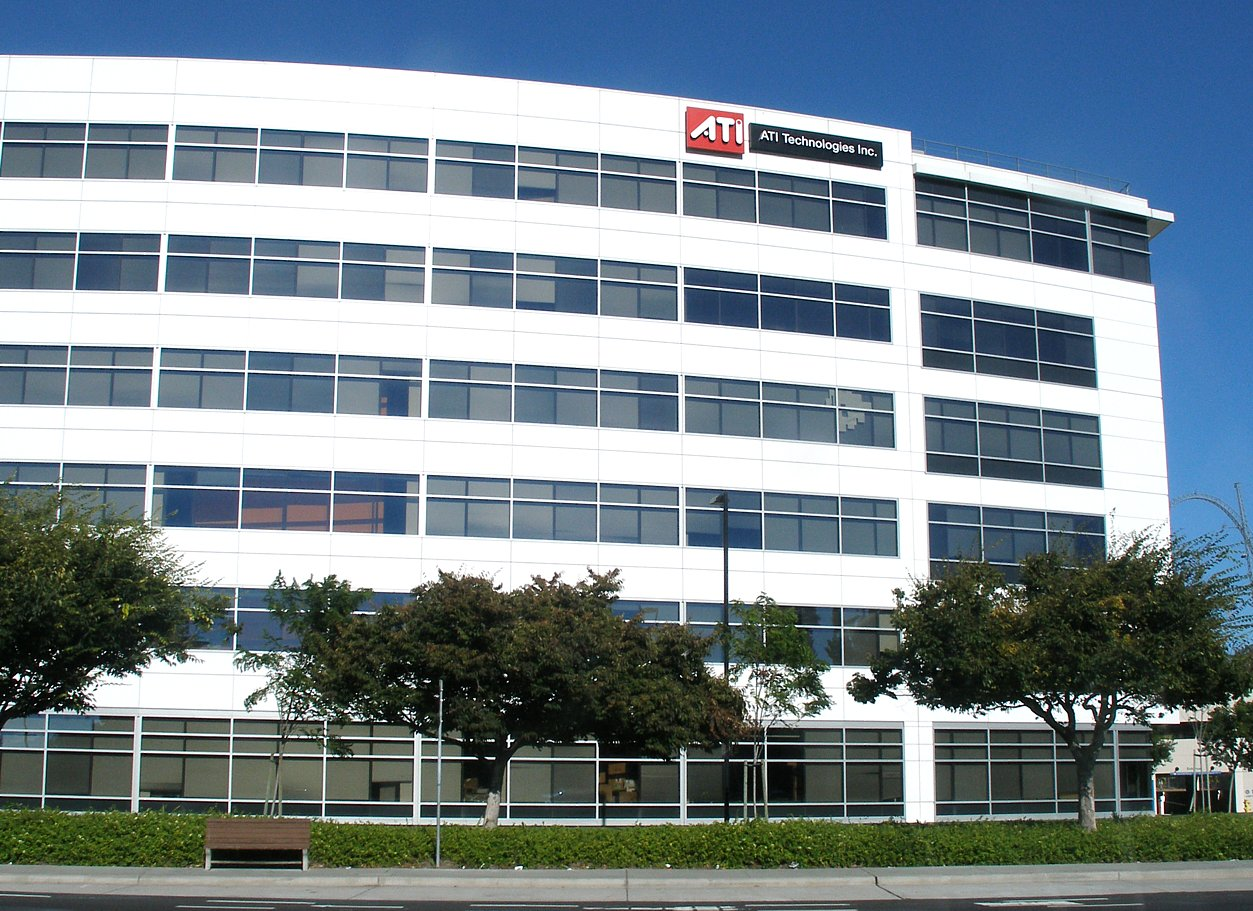
Hlavní sídlo ATI Technologies v Santa Claře.

ATI Technologies, Inc. byla jedním ze dvou největších výrobců grafických karet. Dále se zabývala výrobou v oblasti videa a multimédií. Společnost byla založena 20. srpna 1985. První název této společnosti byl Array Technologies Inc., ale v roce 1985 se zkrátil na ATI Technologies Inc. 24. června 2006 společnosti ATI Technologies, Inc. koupila společnost AMD, ta dále rozvíjí výrobky pod vlastní značkou.
Společnost AMD do května 2009 používala u některých produktů stále původní logo a jméno ATI nebo pouze lehce upravené, u grafických karet byl název ATI Radeon xxxx. Od daného data používá společnost už výhradně svoji značku AMD, ale samotná jména některých produktů zatím ponechala, třeba grafických karet AMD Radeon xxx.

## Grafické akcelerátory

### Radeon

#### Přehled grafických karet Radeon
| Jméno GPU        | Obchodní název                | Grafická paměť                  | DirectX           | OpenGL |
| R100             | Radeon 7000 série             | 64 MB SDR/DDR                   | 7.0               | 1.3    |
| R200             | Radeon 8000/9000 série        | 64-256 MB DDR                   | 8.1               | 1.4    |
| R300 AGP         | Radeon 9000/X1000 série       | 64-256 MB DDR/DDR2/GDDR2        | 9.0               | 2.0    |
| R300 PCI-Express | Radeon X300, X500, X600 série | 64-256 MB DDR/DDR2              | 9.0               | 2.0    |
| R400 AGP         | Radeon X700, X800 série       | 256 MB DDR/DDR2/GDDR3           | 9.0b              | 2.0    |
| R400 PCI-Express | Radeon X700, X800 série       | 128-512 MB DDR/DDR2/GDDR3       | 9.0b              | 2.0    |
| R500             | Radeon X1000 série            | 128-512 MB DDR/DDR2/GDDR3/GDDR4 | 9.0c              | 2.0    |
| R600             | Radeon HD 2000/3000 série     | 256-1024 MB DDR2/GDDR3/GDDR4    | 10.0, 10.1(RV670) | 3.3    |
| R700             | Radeon HD 4000 série          | 256-2048MB DDR2/GDDR3/GDDR5     | 10.1              | 3.3    |
| R800             | Radeon HD 5000 série          | 256-2048MB DDR2/GDDR3/GDDR5     | 11                | 4.1    |
| R900             | Radeon HD 6000 série          | 512-2048MB DDR2/GDDR3/GDDR5     | 11                | 4.1    |
|                  | Radeon HD 7000 série          |                                 | 11                | 4.1    |

### FireGL
Profesionální grafika pro náročné grafiky, kteří potřebují přesné zobrazení barev a podporu. Stojí deseti tisíce korun, protože má certifikace na grafické programy (3DMax, Photoshop,4D Cinema a další). Podporu 24 hodin na pomoc při potížích s programy. Staví na jádře Radeon, ale má upraven BIOS.

### GPU pro servery
Dále existovaly GPU RAGE XL, Radeon 7000 a Radeon 7000-M.

#### ATI ES1000
ES1000 je další generace GPU do serverového segmentu.
- 2D grafická akcelerace
- PCI bus rozhraní
- 200 MHz frekvence jádra
- 250 MHz frekvence pamětí
- 16bitová paměťová sběrnice
- Podpora pamětí DDR a DDR2
- Dvojitý CRT a DVO port

## Čipsety
V roce 2008 vydala řadu 700, do které spadají čipsety Northbridge 740, 740G/740V, 760G, 770, 780E, 780G/780V, 790GX, 790X, 790FX a Southbridge SB700, SB710, SB750, SP5100 a SB750S, V roce 2009 vyvíjí ATI čipsety už pouze pro AMD platformu.
Pro Intel platformu vydala čipsety Northbridge ATI CrossFire™ Xpress 3200, ATI Radeon™ Xpress 1250, ATI Radeon™ Xpress 1100, ATI Radeon™ Xpress 200 a Southbridge ATI SB600 Series.

## Historie
Historie AMD
V 80. letech 20. století nebyly grafické akcelerátory standardní součástí počítače. V dané době přišla ATI Technologies se svým prvním grafickým akcelerátorem Graphic Solution. Jak pokračovala doba dál, ATI Technologies uvedla postupně na trh nové grafické akcelerátory. Druhým grafickým akcelerátorem byla karta s grafickým jádrem EGA Wonder, které umožňovalo akcelerovat grafiku až v rozlišení 640×350 pixelů se 16 barvami. Po roce od uvedení EGA Wonder přišla ATI Technologies s novým grafickým akcelerátorem, který nesl grafické jádro VGA Wonder. Tento grafický akcelerátor byl už technologicky vyspělejší než jeho předchůdce. Jeho maximálním rozlišení bylo 1024×768 pixelů s 256 barvami.
- V roce 1985 vyvinula svůj první grafický čip a díky tomu vstoupila na trh s grafickými produkty.[1][2]
- V roce 1986 získala důležitý kontrakt s Commodore Business Machines na výrobu 7000 čipů pro danou firmu za týden.[1]
- Roku 1987 uvedla společnost na trh 2 produkty EGA Wonder and VGA Wonder.[1]
- V roce 1989 firma spolupracovala na vytvoření VESA standardu pro grafický průmysl.[1]
- V roce 1991 uvedla společnost na trh nový čip Mach8, který se letuje na grafické karty, čip není závislý při zpracování grafiky na CPU.[1]
- V roce 1992 uvedla společnost na trh nový čip Mach32, který obsahuje 2D a 3D zpracování obrazu v jednom čipu, dále produkty pro VESA Local Bus (VLB) a založila ATI GmbH ve městě Mnichov v Německu.[1][3]
- Roku 1993 firma změnila právní formu na Public a vstoupila na trh s burzou na NASDAQ a Toronto Stock Exchange.[1]
- V roce 1994 uvedla firma na trh nový čip Mach64, který umí akcelerovat pohyblivé video.[1]
- V roce 1995 se stala první společností na grafickém trhu, která vydala grafické karty kompatibilní s MAC.[1]
- V roce 1996 uvedla firma ve spolupráci na trh první grafickou kartu, která kombinuje standardní grafiku a TV tuner. Dále jako první umisťuje 3D grafické akcelerátory do notebooku. A otvírá pobočku v Irsku.[1]
- Roku 1997 firma získala prvenství v hardware akceleraci DVD a displeje a prvenství v podpoře nového standardu AGP u dostupných grafických karet na trhu (obsahují její čipy).[1]
- Roku 1998 byla první společností, která představila kompletní set-top box a oslavila výrobu 10 000 000. čipu s podporou AGP.[1]
- V roce 2000 uvedla novou značku a sérii grafických čipů Radeon a odkupuje společnost ArtX, která se zabývala čipsety, s odkoupením získala společnost ATI taky důležitou osobnost Dave Orton.[1][2]
- V roce 2002 uvedla nový grafický čip ATI Radeon R200, který se letoval na grafické karty Radeon 9700 Pro, byl to první čip, který podporoval API DirectX 9.[1]
- V roce 2003 uvedla novou variantu grafického čipu ATI Radeon R200, který se letoval na grafické karty Radeon 960 XT, čip byl jako první vyráběný procesem 130 nm low-k.[1]
- Roku 2004 byla uvedena v listu NASDAQ 100. A uvedla čip Radeon R300, který byl první vyráběný procesem 110 nm a byl letován na grafické karty Radeon X800 XL.
- 25. října 2006 bylo dokončeno převzetí společnosti ATI společností AMD. Odkoupení stálo AMD celkově 5,4 miliard USD, 4,3 miliard USD z pokladny a  8 miliónů svých akcií v hodnotě 1,1 miliardy USD. Tato částka byla velmi nadsazená a společnost AMD to velmi finančně zatížilo, ale díky odkoupení se stalo více konkurenceschopné. Díky převzetí ATI má dnes celou platformu CPU-čipset-GPU, díky tomu mohla začít vyvíjet SoC řešení. Po odkoupení prodalo AMD část ATI, která vyvíjela grafické čipy pro mobilní zařízení a procesory ARM.

### 2D akcelerátory
Po dalším roce přišla ATI Technologies se svým prvním 2D akcelerátorem s jádrem MACH 8, který se od předešlého grafického akcelerátoru odlišoval jen tím, že podporoval 2D akceleraci. Dalším 2D akcelerátorem byla grafická karta s jádrem MACH 32, která byla vyspělejší než její předchůdce. Podporovala rozlišení až 1280×1024 pixelů v 16bitové barevné hloubce. Dalším pokračovatelem 2D akcelerátorů od ATI Technologies byl 64bitový grafický akcelerátor s jádrem MACH 64, který byl uvedený v roce 1994. Posledním 2D akcelerátorem byl MACH 64VT (VT2, VT4). Tyto deriváty MACH 64 byli postupně představené v letech 1996 – 1997. Výhodou těchto 2D akcelerátorů bylo, že mohly video v rozlišení 320×240 pixelů zobrazovat plynule na celé obrazovce v rozlišení 800×600 a nebo až 1024×768 pixelů.

### 3D akcelerátory
Prvním 3D akcelerátorem od ATI Technologies bylo grafické jádro 3D Rage (1996). Po nevelkém úspěchu těchto karet bylo rychle vydané grafické jádro Rage II. Toto jádro nezlepšovalo ani tak rychlost grafických výpočtů, ale zato vylepšovalo kvalitu zobrazení. ATI Technologies uvedla ještě několik derivátů jádra Rage II, až nakonec v roce 1997 přišlo jádro Rage PRO. Tento grafický čip byl jedním z prvních, který plně podporoval AGP 1.0. Při tomto grafickém čipu začala mít ATI Technologies problémy s ovládači, které se vyřešily až v roce 2001. Dalším grafickým jádrem bylo Rage PRO GL, které plně podporovalo standardy OpenGL. Po tomto jádře přišla ATI Technologies s vylepšeným jádrem Rage 128PRO, které zlepšovalo práci 16bitového renderingu a plně podporovalo AGP 4×. V roce 1999 přišla ATI Technologies se speciálním vydáním grafické karty s Rage 128PRO. Speciální byla tím, že na jedné kartě byla dvě speciálně upravená grafická jádra Rage 128PRO. Tato karta se nazývala ATI Rage Furry MAXX, ale díky neodladěným ovládačům se tato karta velmi neujala.

#### Detailnější popis
Dalším novým grafickým jádrem s podporou 3D akcelerace byl R100 (toto bylo kódové označení grafických jader Radeon DDR), které obsahovalo například technologii HyperZ, která ulehčovala grafickému jádru výpočty. Další novou technologií byla podpora grafického rozhraní DirectX 7.0. I když bylo toto jádro papírově slabší než grafická jádra konkurence (GeForce 2), tak díky technologii HyperZ mohla těmto kartám konkurovat.
Další generací grafických jader Radeon bylo jádro s kódovým označením R200, uvedené v roce 2001, obchodní název byl Radeon 8500. Oproti svému předchůdci přinášelo vylepšení technologie HyperZ (pojmenovaná HyperZ II, podporu API DirectX 8.1, současné zobrazení obrazu na dvou monitorech (SmoothVision). U těchto grafických jader ATI Technologies konečně doladila ovladače svých grafických karet.
V roce 2002 ATI Technologies uvedla nové jádro R300, tedy Radeon 9700. Toto jádro si zachovávalo všechny dobré vlastnosti předcházejících grafických jader Radeon a k tomuto ještě přidalo technologie HyperZ III a podporu API DirectX 9.0. Tato grafická jádra byla nejlepší grafická jádra pro stolní počítače, a tak si získala velkou oblibu. Malým vývojem těchto jader byly Radeony 9800 (R350), které přinášely jen malé změny a to HyperZ III+.
Jako další grafické jádro mělo na trh přijít R400, ale z důvodů neuzavření specifikací DirectX 10, ATI Technologies musela toto jádro předělat a tak vyšlo R420, tedy Radeon X800, které v sobě skrývalo technologie HyperZ HD, SmoothVision HD, a bezztrátovou kompresi textur. Toto jádro podporovalo DirectX 9.0b (která má podporu Shader Model 2). Na konkurenci to bylo málo, neboť GeForce 6800 podporovala už DirectX 9.0c (která má podporu Shader Model 3). Malé oživení těchto karet přineslo vylepšené jádro R480, tedy Radeon X850, ale ani toto jádro nepodporovalo API DirectX 9.0c.
Na jaře roku 2005 ATI Technologies představila nové jádro R520 alias Radeon X1800. Toto jádro v sobě neslo velice mnoho nových technologií. Tou hlavní je podpora DirectX 9.0c, paměťový řadič RingBus, Dispatch Procesor, který zefektivnil práci pixel shaderů. Jádro R520 obsahuje 16 pixel shaderů a také 16 pixel pipeline, což se může zdát oproti konkurenci málo, ale díky novým technologiím jich využívá velmi efektivně. Zatím nejnovějším jádrem je R580 tedy Radeon X1900, které se představilo 24. ledna 2006. Oproti předchozímu jádru má až 48 jednotek pixel shaderů (a pixel pipeline má 16, stejně jako předchozí jádro), novější Dispatch Procesor.
Koncem roku 2007 ATI započala novou řadu grafických karet Radeon 2000series, začátkem roku 2008 je možné zakoupit už i Radeony 3000series, které mohou nabídnout i například dvou-jádrovou grafickou kartu HD 3870 X2. Takty pamětí DDR4 některých Radeonů 3000series se pohybují kolem 2,5 GHz.
25. června 2008 uvedla ATI novou generaci HD 4000, která používá stále 55 nm, na čip RV770 se vejde až 800SP (160 unifikovaných shaderu v 10 SIMD blocích). Paměti se používají až GDDR5.
V 1Q 2009 ATI uvedlo nový čip RV740 na 40 nm, bude použit na grafických kartách HD47x0.
22. 1. 2008 vydala AMD plnou specifikaci čipu R300 a R500, což umožní zlepšit práci těchto jader v alternativních operačních systémech. Jednalo se o ojedinělou věc v oblasti grafických čipů, jelikož konkurenční NVIDIA i předtím samostatná ATI (před převzetím AMD) toto udělat odmítaly. 12. června 2008 pak byla vydána i specifikace k čipům řady R600.

## Výrobci grafických karet
- Asus
- Gainward (v roce 2009 ukončili spolupráci)
- Gigabyte Technology
- Micro-Star International (MSI)
- Powercolor
- Sapphire - vždy osazoval pouze AMD/ATI grafické čipy
- XFX
- HIS

## Technologie
- Seznam některých technologií vyvinutý firmou ATI, následně vyvíjený firmou AMD.

### CrossFireX (CF)
- Technologie pro propojení více GPU pro zvýšení výkonu.
- Konkurence SLI od nVidie.
- CrossFireX umí propojit až 4 grafické čipy, takže jde zapojit 1-čipovou kartu + 1-čipovou kartu, 1-čipovou kartu + 2-čipovou kartu, 4x1-čipovou kartu nebo 2x2-čipovou kartu. Největší nárůst výkonu se pozná mezi jednou a dvěma kartama, potom u většiny aplikací se výkon zvedá maximálně už pouze o pár desítek procent.

### ATI Stream
Prostředí pro využití GPU jako výpočetní jednotky. Někdy známý taky jako akcelerace pomocí GPU.

## Zaměření
Po spojení s AMD vývojové týmy ATI pokračují na této práci:
- vývoj grafických čipů a spolupráce na vývoji APU
- vývoj čipsetů pro AMD platformu
- vývoj programové části pro své výrobky